# Sân bay quốc tế Kempegowda
Sân bay quốc tế Bengaluru (IATA: BLR, ICAO: VOBL) là một sân bay quốc tế rộng 4.050 mẫu Anh (16,4 km2) ở thành phố Bengaluru, Karnataka, Ấn Độ. Sân bay này nằm ở Devanahalli, cách thành phố 40 km (25 mi). Sân bay này đã thay thế sân bay cũ Sân bay quốc tế HAL Bangalore. Việc xây dựng sân bay bắt đầu tháng 7 năm tháng 7 năm 2005, sau một thập kỷ trì hoãn. Người ta ước tính khánh thành vào ngày 30 tháng 2 năm 2008 nhưng do đài kiểm soát không lưu bị chậm, sân bay này đã bắt đầu hoạt động ngày 23 tháng 5 năm 2008, trước nửa đêm.
Sân bay này dự kiến sẽ được mở rộng với nhiều công trình nữa như nhà ga, đường băng, trung tâm mua sắm, giải trí.

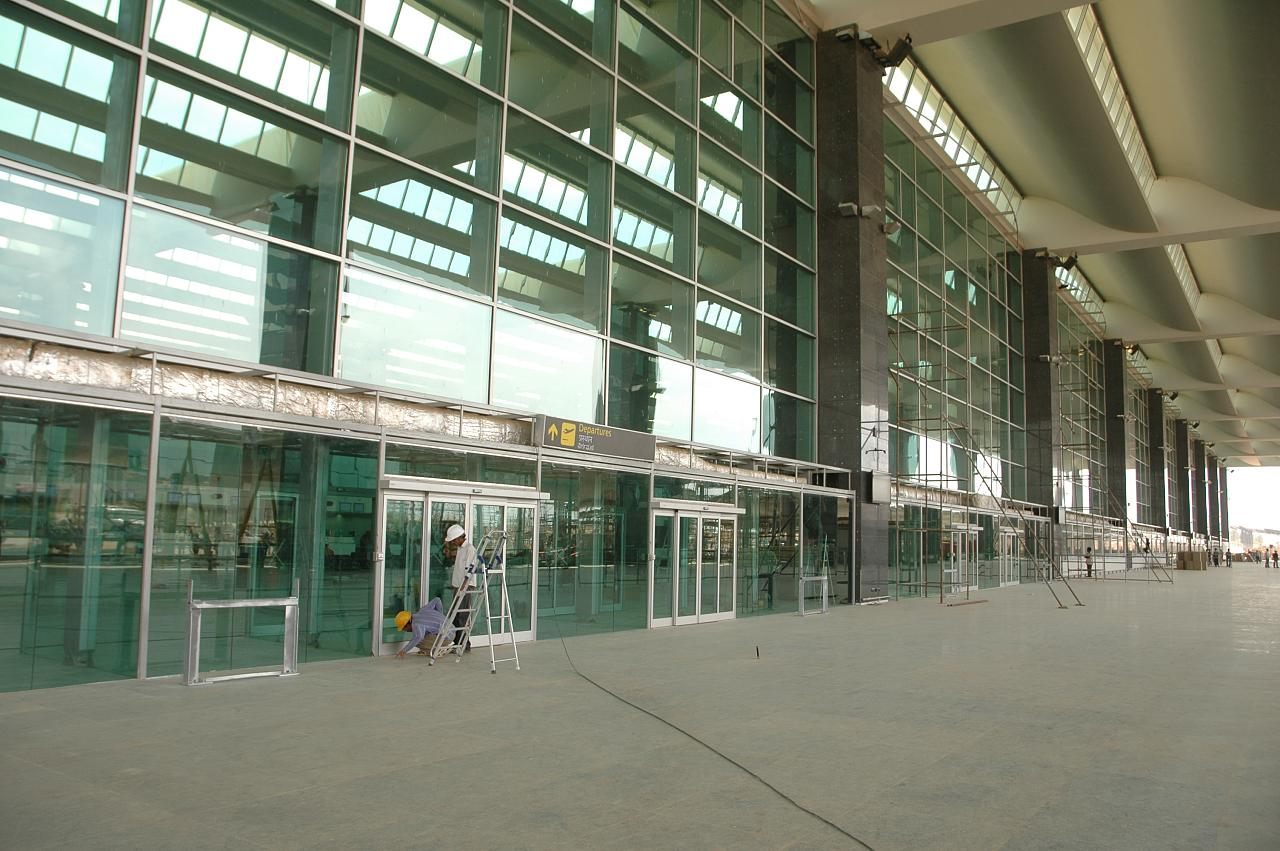
Sân bay Benaluru đang được xây dựng

Sân bay mới ban đầu được quy hoạch công suất 3,5 triệu lượt khách mỗi năm nhưng đã được thiết kế lại nâng lên 12 triệu lượt khách mỗi năm. 

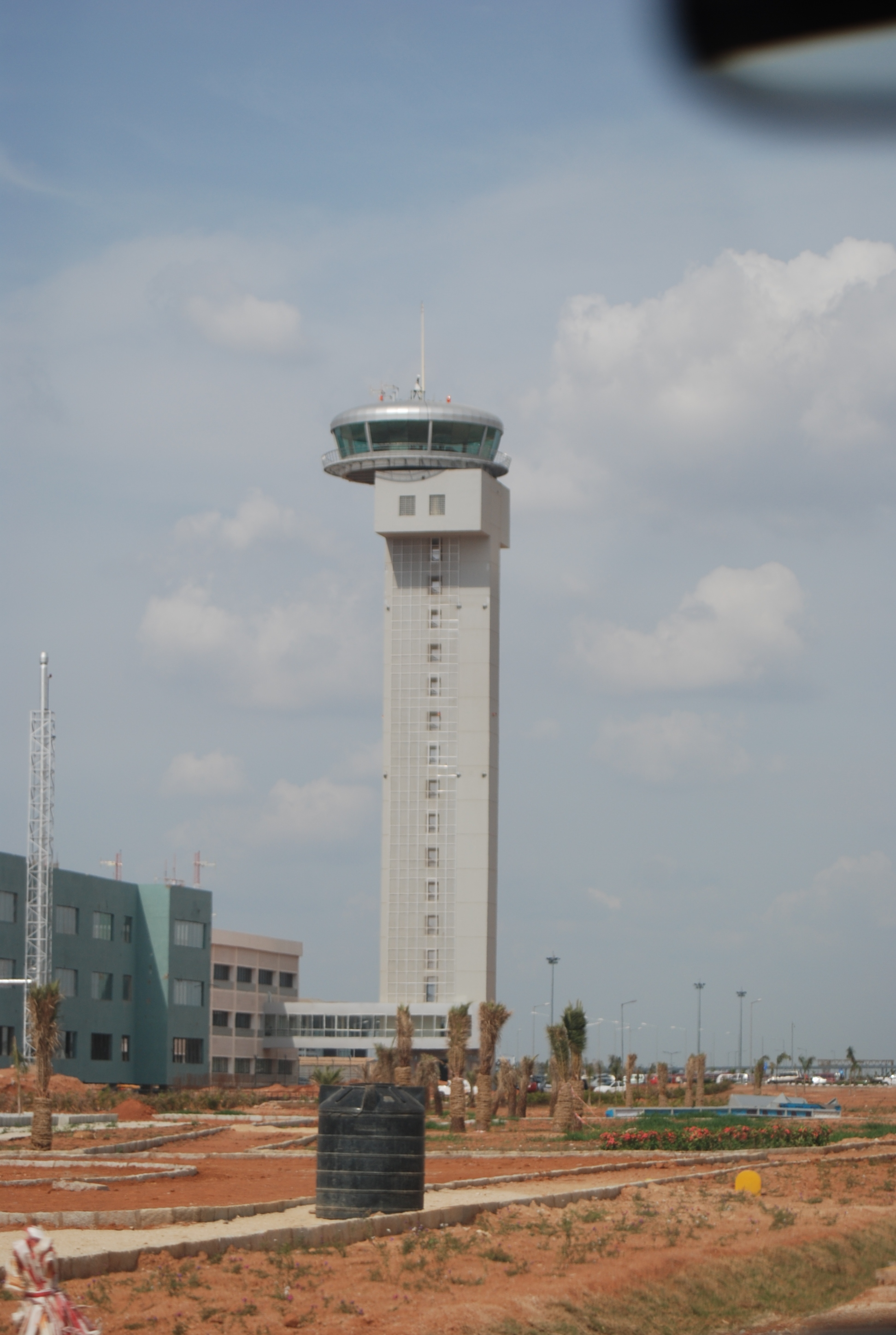
Đài không lưu

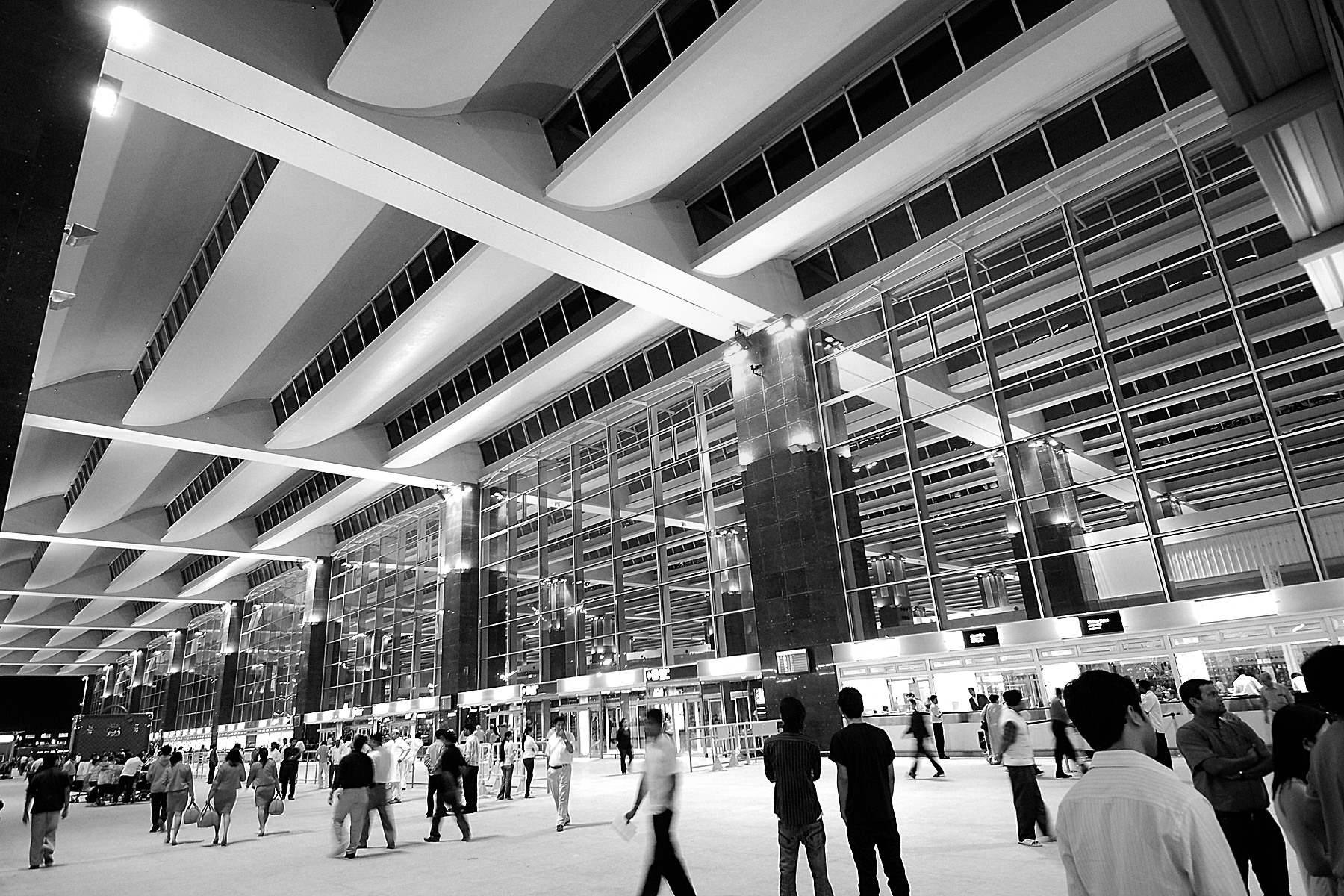
Bên ngoài nhà ga chính

Tổng diện tích sàn khoảng 71.000 mét vuông. Nhà ga có thể phục vụ 2733 lượt khách mỗi giờ cao điểm, 30 lượt chuyến mỗi giờ. Sân bay này có thể hoạt động 24/24 h trong ngày. Có 53 quầy làm thủ tục. Sân đỗ xe giai đoạn 1 có sức chứa 2000 xe hơi.
Hiện sân bay này có 1 đường cất hạ cánh 4120 m x 45 m có thể phục vụ mọi loại máy bay, kể cả Airbus A380. Đang có kế hoạch xây đường băng thứ 2 khi số lượt khách đạt 18 triệu mỗi năm, một mốc có thể đạt năm 2013-2014.

## Các hãng hàng không và các tuyến điểm

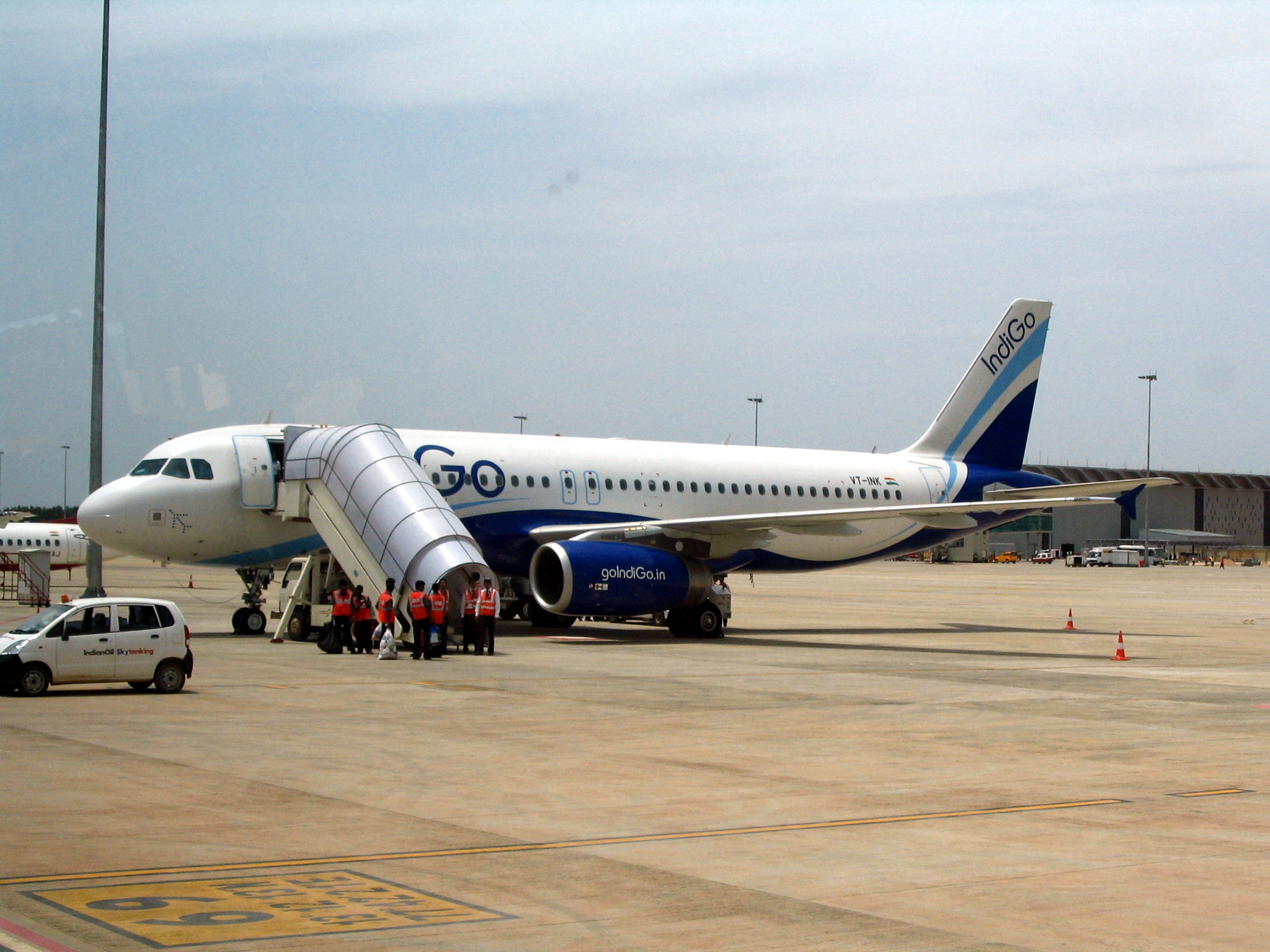
Máy bay Airbus A320 của Indigo.

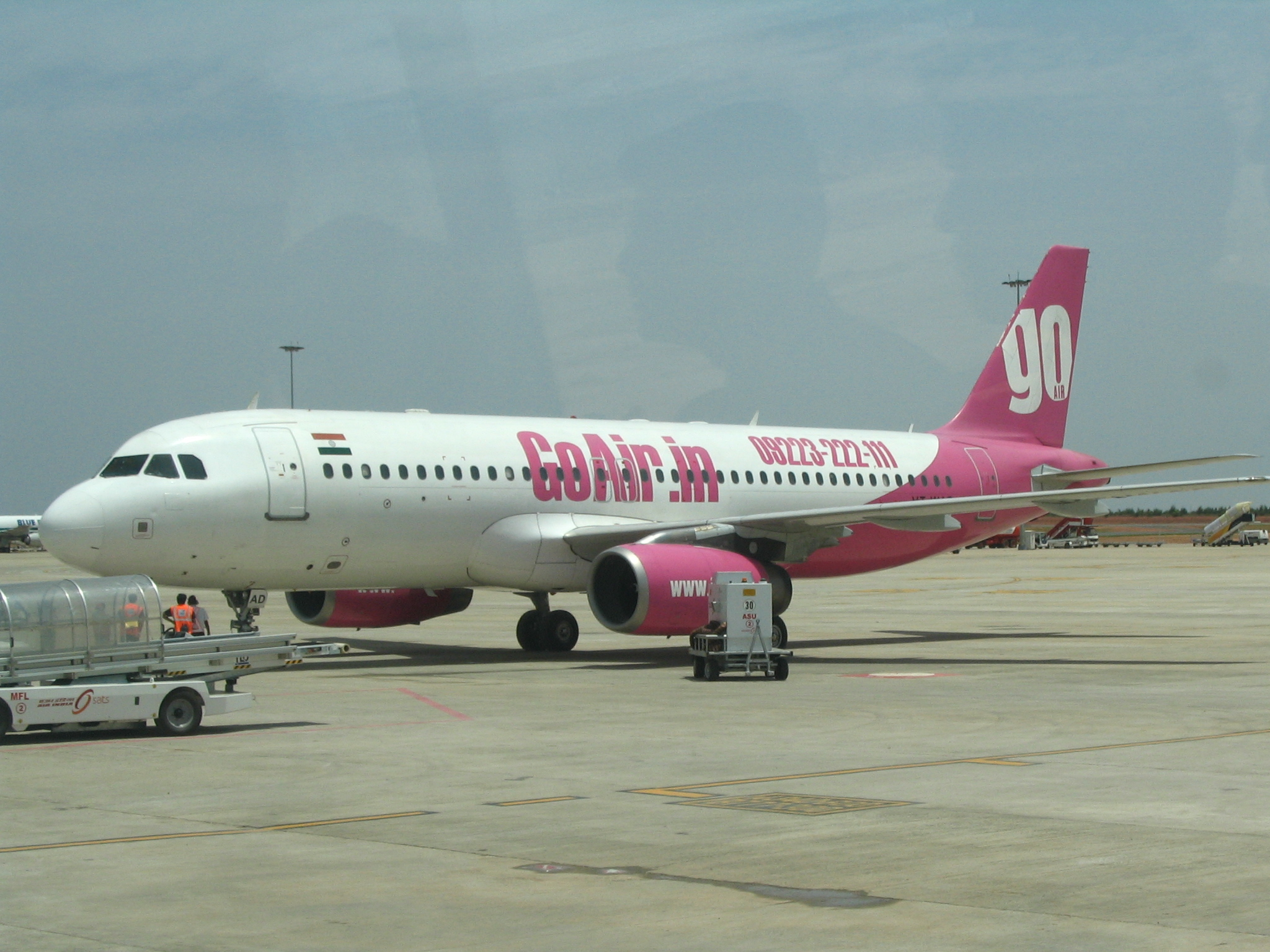
Máy bay Airbus A320 của GoAir.

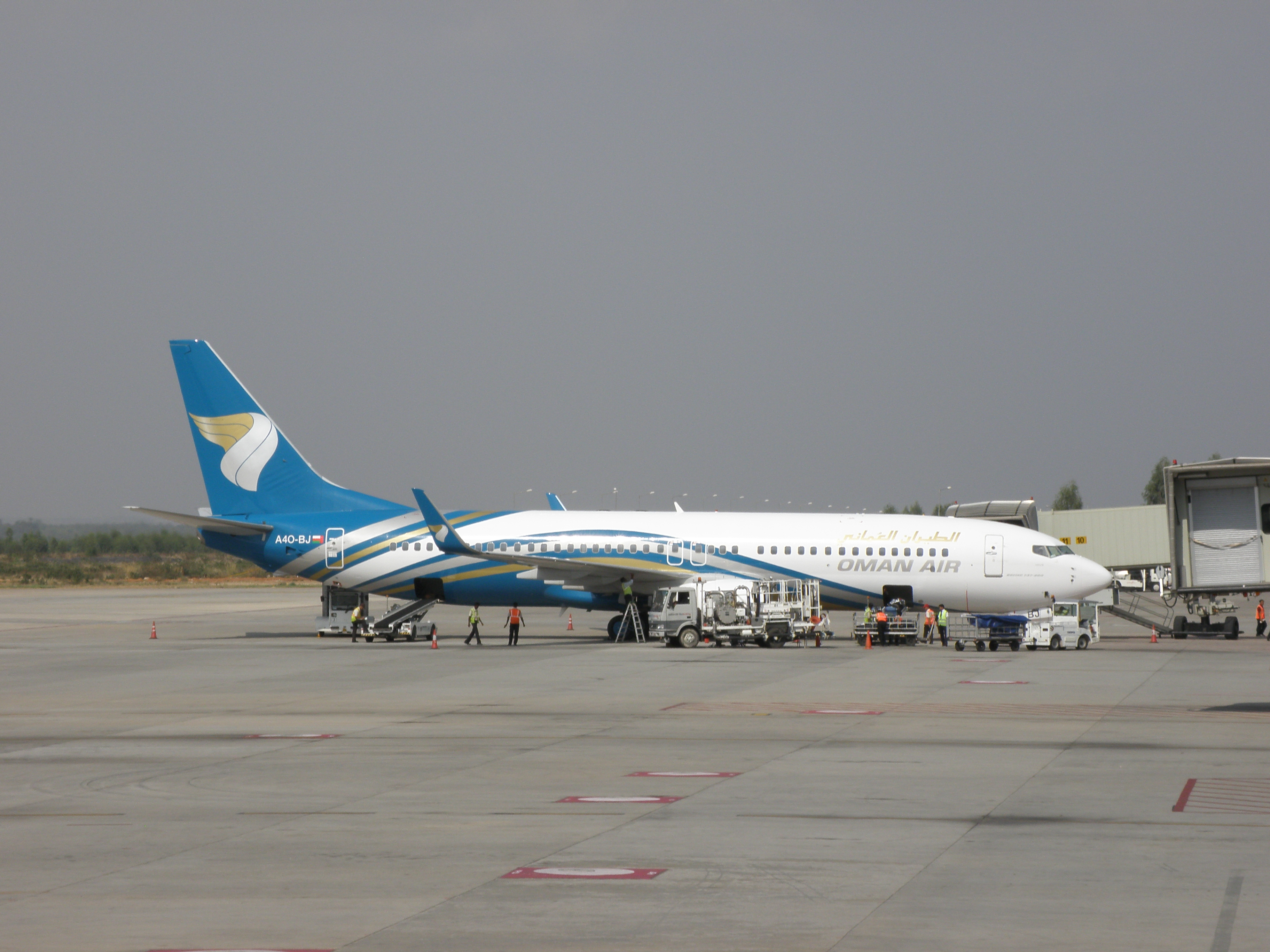
Máy bay Boeing 737-800 Oman Air.

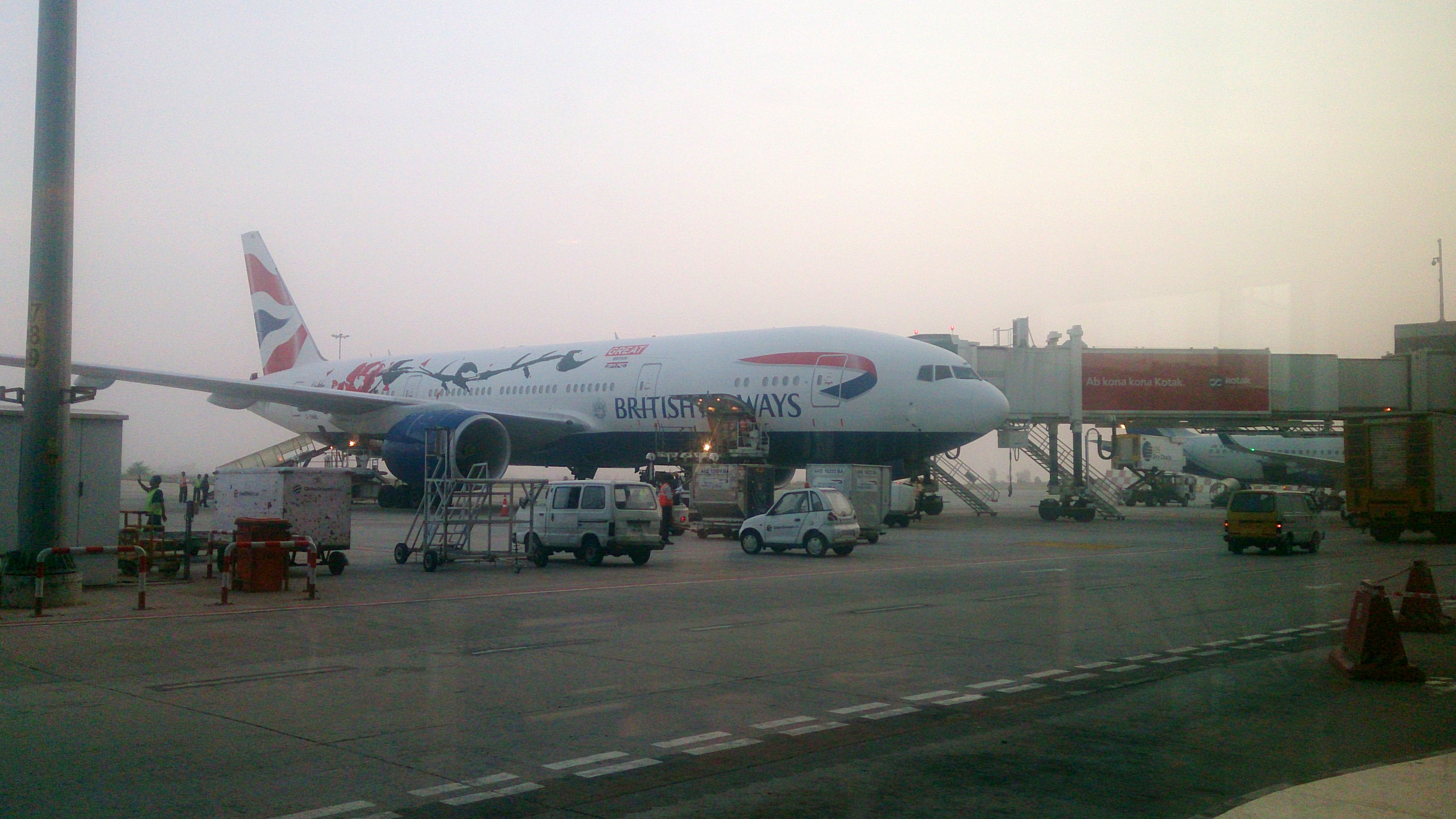
Máy bay Boeing 777-200ER của hãng British Airways

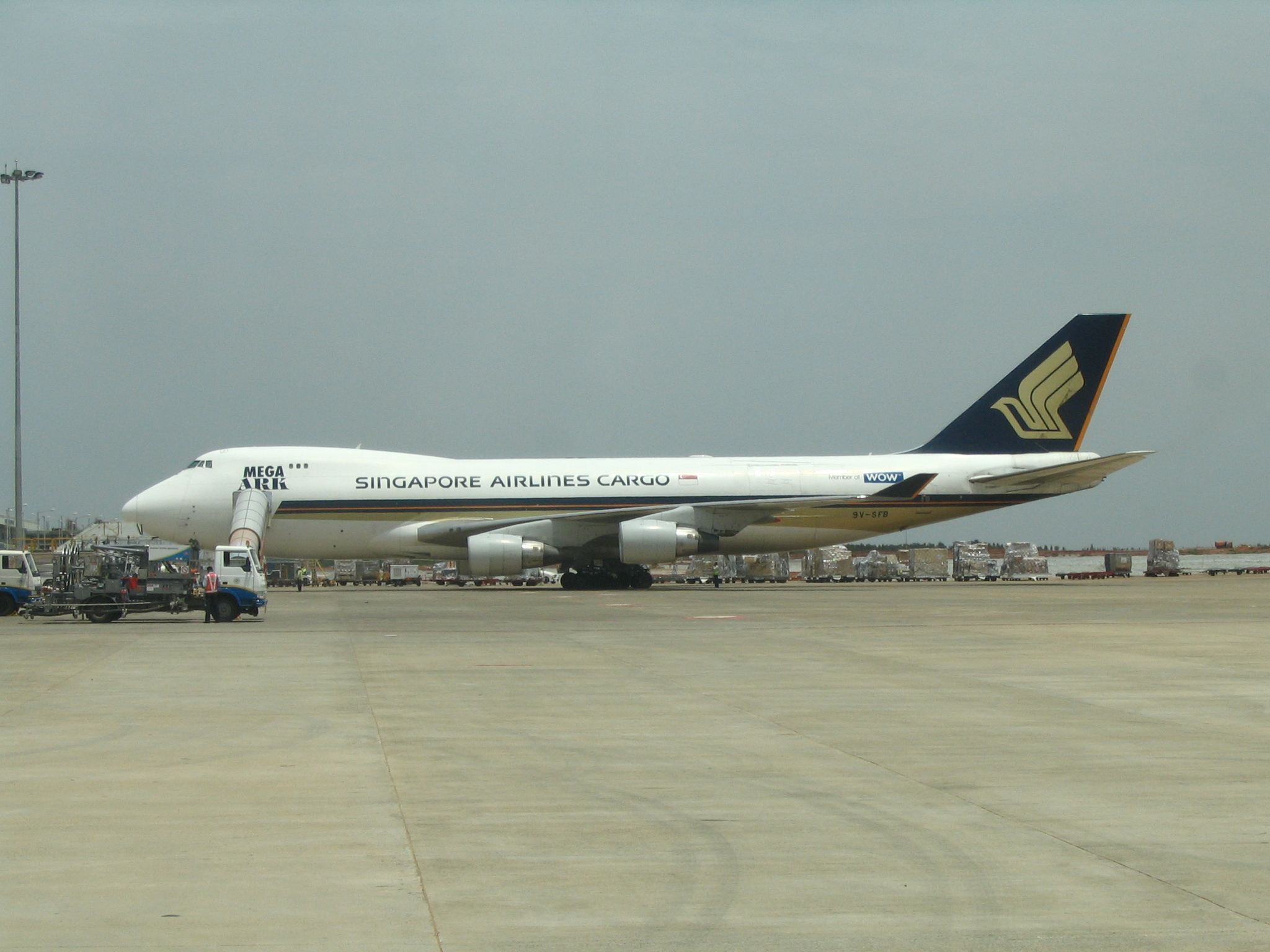
Máy bay Boeing 747-400F của Singapore Airlines Cargo

### Hành khách
| Hãng hàng không            | Điểm đến |
| -------------------------- | --- |
| Air Arabia                 | Sharjah |
| Air France                 | Paris–Charles de Gaulle |
| Air India                  | Ahmedabad, Bhubaneswar, Chennai, Dehradun, Delhi, Dubai–International, Goa, Guwahati, Hyderabad, Jaipur, Kochi, Kolkata, Kozhikode, Lucknow, Malé, Mangalore, Mumbai, Patna, Pune, Surat, Tel Aviv (2/8/2022), Thiruvananthapuram |
| Air India Express          | Mangalore |
| AirAsia                    | Kuala Lumpur–Quốc tế |
| AirAsia India              | Ahmedabad, Bagdogra, Bhubaneswar, Chennai, Delhi, Goa, Guwahati, Hyderabad, Jaipur, Kochi, Kolkata, Mumbai, Pune, Ranchi, Visakhapatnam |
| Alliance Air               | Agatti Island, Goa, Gulbarga, Hyderabad, Kochi, Kolhapur, Mysore, Vijayawada |
| American Airlines          | Seattle–Tacoma (26/3/2023) |
| Batik Air Malaysia         | Kuala Lumpur–Quốc tế (2/8/2022) |
| British Airways            | London–Heathrow |
| Emirates                   | Dubai–International |
| Ethiopian Airlines         | Addis Ababa |
| Etihad Airways             | Abu Dhabi |
| Go First                   | Ahmedabad, Delhi, Goa, Hyderabad, Jaipur, Kochi, Kolkata, Lucknow, Mumbai, Nagpur, Patna, Phuket, Pune, Ranchi, Surat, Varanasi |
| Gulf Air                   | Bahrain |
| IndiGo                     | Agartala, Agra, Ahmedabad, Allahabad, Amritsar, Aurangabad, Bagdogra, Bareilly, Belgaum, Bhopal, Bhubaneswar, Chandigarh, Chennai, Coimbatore, Colombo–Bandaranaike, Dehradun, Delhi, Dibrugarh, Dimapur, Doha, Dubai–International, Durgapur, Gaya, Goa, Gorakhpur, Guwahati, Hubli, Hyderabad, Imphal, Indore, Jaipur, Jammu, Jodhpur, Jorhat, Kadapa, Kannur, Kanpur, Kochi, Kolkata, Kozhikode, Kurnool, Lucknow, Madurai, Malé, Mangalore, Mumbai, Nagpur, Nashik, Patna, Port Blair, Pune, Raipur, Rajahmundry, Rajkot, Ranchi, Shirdi, Silchar, Singapore, Srinagar, Surat, Thiruvananthapuram, Tiruchirappalli, Tirupati, Tuticorin, Udaipur, Vadodara, Varanasi, Vijayawada, Visakhapatnam |
| Japan Airlines             | Tokyo–Narita |
| KLM                        | Amsterdam |
| Kuwait Airways             | Kuwait |
| Lufthansa                  | Frankfurt |
| Malaysia Airlines          | Kuala Lumpur–Quốc tế |
| Nepal Airlines             | Kathmandu |
| Oman Air                   | Muscat |
| Qantas                     | Sydney (14/9/2022) |
| Qatar Airways              | Doha |
| Saudia                     | Jeddah |
| Singapore Airlines         | Singapore |
| SpiceJet                   | Bagdogra, Chennai, Coimbatore, Darbhanga, Delhi, Goa, Gwalior, Jabalpur, Jharsuguda, Kolkata, Mangalore, Patna, Pondicherry, Pune, Shirdi, Srinagar, Thiruvananthapuram, Udaipur, Visakhapatnam |
| SriLankan Airlines         | Colombo–Bandaranaike |
| Star Air                   | Bidar, Gulbarga, Hubli, Hyderabad, Jamnagar |
| Thai AirAsia               | Bangkok–Don Mueang |
| Thai Airways International | Bangkok–Suvarnabhumi |
| United Airlines            | San Francisco (28/10/2022) |
| VietJet Air                | Đà Nẵng, Hà Nội, Tp.Hồ Chí Minh |
| Vistara                    | Chandigarh, Coimbatore, Delhi, Goa, Guwahati, Hyderabad, Mumbai, Pune |

### Hàng hóa
- Blue Dart Aviation[2]
- Cathay Pacific Cargo[3]
- DHL Aviation operated by AeroLogic[4]
- Ethiopian Airlines Cargo[5]
- Etihad Cargo[6]
- FedEx Express[7]
- Lufthansa Cargo[8]
- MASKargo[9]
- Qatar Airways Cargo[10]
- Quikjet Cargo[11]
- Singapore Airlines Cargo[12]